# Mother (canção de Era)
"Mother" é o segundo single do álbum Era, lançado pelo projeto musical de new age Era em 1997. A canção conseguiu entrar apenas na parada musical da França, no qual permaneceu por cinco semanas, e conseguindo moderado sucesso, alcançado a posição #38.
A canção foi usada na trilha sonora do filme Alta Velocidade (2001), estrelado pelo ator Sylvester Stallone.

## Faixas
| N.º | Título           | Duração |  |
| 1.  | "Mother" (Remix) | 4:14    |  |
| 2.  | "Mother"         | 4:59    |  |

## Posições nas paradas musicais
| Parada musical (1997) | Melhor posição |
| --------------------- | -------------- |
| França - SNEP         | 38             |